# Roger Millsap
Roger Ellis Millsap (ur. 18 listopada 1954, zm. 9 maja 2014) – amerykański psychometryk znany z opracowań modeli zmiennych ukrytych, w szczególności zagadnienia równoważności pomiaru, oraz cenioną pracę w redakcjach naukowych.

## Życiorys

### Wczesne życie i wykształcenie
Urodził się w Olympia w stanie Waszyngton, jako jedyne dziecko biznesmena i kierowniczki miejscowego oddziału Czerwonego Krzyża. Studiował na University of Washington, a następnie na Uniwersytecie Kalifornijskim w Berkeley, gdzie zdobył tytuł doktora (Ph.D) w obszarze psychologii ilościowej w 1983. 

### Praca i dalsze życie
Po ukończeniu studiów pracował na Baruch College, gdzie prowadził kursy psychologii pracy i organizacji i uzyskał profesurę. W 1997 dołączył do wydziału psychologii ilościowej Uniwersytetu Stanu Arizona, gdzie nauczał do śmierci w 2014. Był jednym z redaktorów naczelnych czasopism naukowych Multivariate Behavioral Research (1996–2006) i Psychometrika (od 2007). Służył jako przewodniczący towarzystw naukowych Society of Multivariate Experimental Psychology (2001–2002), sekcji metodologicznej Amerykańskiego Towarzystwa Psychologicznego (2004–2005), i Psychometric Society (2006–2007). Został uhonorowany m.in. nagrodą im. Raymonda Cattela, Herba Ebera i trzema nagrodami im. Tanaki.
Był autorem i redaktorem znaczących książek i podręczników, takich jak Sage Handbook of Quantitative Methods in Psychology (2009), i Statistical approaches to measurement invariance (2011).
Był wegetarianinem i buddystą. Wspólnie z żoną mieli czwórkę dzieci. Zmarł niespodziewanie po krótkiej hospitalizacji 9 maja 2014. 